# Le Boulvé
Le Boulvé foi uma antiga comuna francesa na região administrativa de Occitânia, no departamento de Lot. Estendia-se por uma área de 19,51 km². Em 2010 a comuna tinha 585 habitantes (densidade: 30 hab./km²).
Em 1 de janeiro de 2019, ela foi incorporada ao território da nova comuna de Porte-du-Quercy.